# Center for Digital Technology and Management
Das Center for Digital Technology and Management (CDTM) ist ein 1998 gegründetes, gemeinsames Forschungs- und Lehrinstitut der Technischen Universität München (TUM) und der Ludwig-Maximilians-Universität München (LMU München). Inspiriert von einem Besuch am MIT legt das CDTM den Fokus auf interdisziplinäre Bildung und Innovation. Seit seiner Gründung hat das CDTM das Ziel verfolgt, die „Innovatoren von morgen zu verbinden, auszubilden und zu befähigen“ und dient als Zentrum für herausragende Bildung, Forschung und Unternehmertum. Heute sind seine 1.150 Alumni in Bereichen wie Wissenschaft, Venture Capital, BigTech, KMUs, Politik, NGOs und Startups aktiv. Mit 260 gegründeten Startups, darunter neun Unicorns, haben CDTM-Alumni einen bedeutenden unternehmerischen Einfluss in Deutschland hinterlassen.
Der Erfolg des CDTM beruht auf seinem Fokus auf interdisziplinäre Exzellenz sowie vielfältigen persönlichen Erfolgen. Die Studenten kommen aus unterschiedlichen akademischen Bereichen und haben außergewöhnliche Leistungen erbracht, wie zum Beispiel die Entwicklung bekannter Apps, das Gewinnen renommierter Preise wie dem Deutschen Filmpreis oder das Engagement für soziale Anliegen. Das Trend Seminar, ein interdisziplinäres Forschungsprojekt, spiegelt diesen Geist wider, wobei vergangene Themen von KI im Klimawandel bis hin zu nachhaltiger Luftfahrt reichten. Diese Vielfalt an Erfahrungen fördert Zusammenarbeit und Innovation und trägt zu zukunftsorientierten Ergebnissen in verschiedenen Branchen bei.

## Geschichte
Gegründet im Jahr 1998, wurde das CDTM von Manfred Broy, Jörg Eberspächer, Arnold Picot und Andrew Kelly ins Leben gerufen, um die Lücke zwischen Technologie- und Managementausbildung zu schließen. Das Ziel ist es, den Studenten eine unternehmerische und innovative Ausbildung zu bieten und die Forschung in verschiedenen Bereichen voranzutreiben. Im Jahr 2023 expandierte das CDTM weltweit durch die Eröffnung eines neuen Zentrums in Valencia, Spanien, um seine Mission zur Förderung von Innovation und Unternehmertum auf internationaler Ebene weiter voranzutreiben.

## Lehre
Das Technology Management Programm des CDTM ist ein elitärer, interdisziplinärer Studiengang, der Studenten sowohl mit technischen Fähigkeiten als auch mit Führungskompetenzen ausstattet. Das 45-ECTS-Programm erstreckt sich über 1,5 bis 2 Jahre und ist vom Elitenetzwerk Bayern anerkannt. Pro Semester werden 25 Studenten aus über 300–400 Bewerbern ausgewählt, die aus verschiedenen akademischen Bereichen wie Ingenieurwissenschaften, Informatik, Wirtschaft und Rechtswissenschaften stammen. Das Programm legt einen Schwerpunkt auf die Kombination von unternehmerischen, technischen und Innovationsfähigkeiten, um die Studenten auf eine erfolgreiche Karriere in technologiegetriebenen Bereichen vorzubereiten. Auch die Entwicklung von Führungskompetenzen ist zentral, um zukünftige Führungskräfte im Technologiesektor zu fördern.

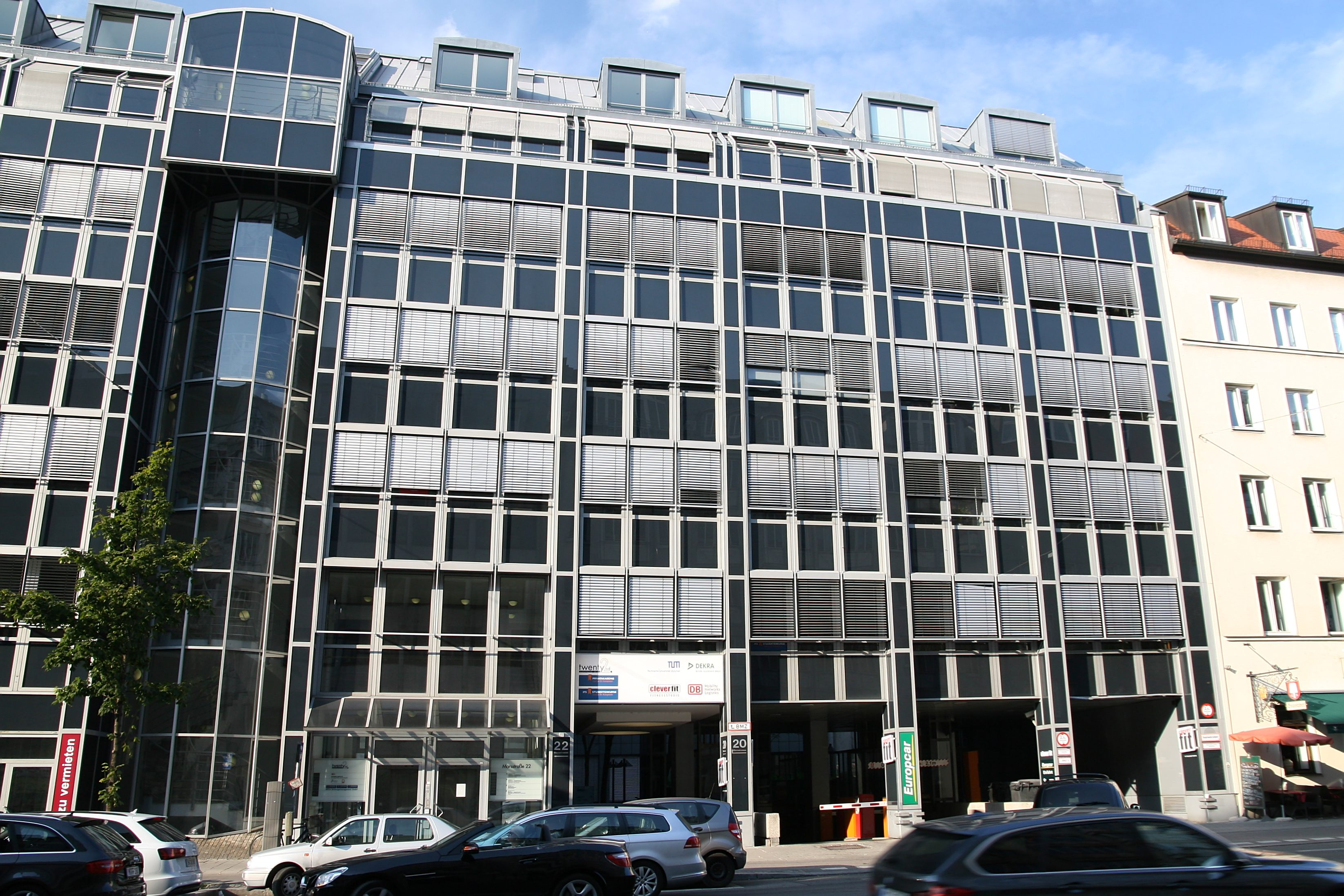
Das Institut ist im Innenhof der Marsstraße 20–22 in München untergebracht.

### Curriculum

#### Kernmodule
1. Trend Seminar: Dies ist das erste Modul, das die Studenten absolvieren. In kleinen, interdisziplinären Teams erforschen sie aktuelle Trends und Entwicklungen.
  - The Future of Digital Solutions for Sustainable Aviation (2023): Erforschung digitaler Innovationen zur Verringerung der Umweltauswirkungen der Luftfahrt und Untersuchung, wie Technologien die Abläufe und Nachhaltigkeit in der Branche verändern könnten.
  - The Future of Maritime Shipping (2023): Analyse der globalen wirtschaftlichen Rolle der Seeschifffahrt, ihrer Bemühungen um Nachhaltigkeit und ihres Potenzials, weiterhin Wohlstand und Umweltverantwortung zu fördern.
  - The Future of Communication Technology (2023): Fokus auf 6G-Forschung und deren Rolle bei der Gestaltung der Kommunikationslandschaft, mit besonderem Augenmerk auf die unternehmerische Ausbildung zukünftiger Ingenieure.
  - Tackling Climate Change in the AI Era (2022): Untersuchung, wie KI Sektoren wie Landwirtschaft und Energie unterstützen kann, um den Klimawandel abzumildern und gleichzeitig wirtschaftliche Vorteile und nachhaltige Geschäftsmodelle zu fördern.
  - The Future of Mittelstand (2022): Untersuchung, wie technologische, wirtschaftliche und ökologische Veränderungen Deutschlands kleine und mittlere Unternehmen, die für die Wirtschaft des Landes wesentlich sind, umgestalten könnten.
  - The Future of Waste Management (2021): Untersuchung von Innovationen im Bereich Recycling und Wiederverwendung von Abfällen, einschließlich der Frage, wie Konsumgewohnheiten und Gesetzgebung die Bemühungen um Nachhaltigkeit im Abfallmanagement beeinflussen könnten.
  - Smart Living of the Future (2021): Betrachtung, wie digitale Technologien zukünftige Lebensräume beeinflussen werden, von Fragen des Datenschutzes bis hin zu Umweltveränderungen und den Auswirkungen von COVID-19 auf das tägliche Leben.
  - Independent Living for the Elderly (2020): Fokus auf Innovationen zur Unterstützung der Unabhängigkeit älterer Menschen, einschließlich Lösungen für Gesundheit, finanzielle Sicherheit und soziale Verbindung.
  - Public Administration in the Digital Era (2020): Untersuchung, wie digitale Technologien öffentliche Dienste umgestalten und die Interaktionen mit der Regierung effizienter, sicherer und vertrauenswürdiger machen könnten.
  - Parentech – The Future of Parenting (2019): Analyse, wie technologische Fortschritte das Elternsein beeinflussen, einschließlich der Rolle von Technologien in der Entwicklung von Kindern und den Dynamiken innerhalb der Familie.
2. Managing Product Development (MPD): In diesem Modul arbeiten die Studenten mit Industriepartnern an realen Produktentwicklungsprojekten. Sie sammeln praktische Erfahrungen im Projektmanagement, in der Teamarbeit und im Umgang mit modernster Technologie.
3. Entrepreneurship Laboratory (eLab): In diesem Modul können die Studenten ihr Wissen anwenden, indem sie an Beratungsprojekten für reale Partner arbeiten. Besonders wertvoll ist dies für technische Studenten, da sie so mit betriebswirtschaftlichen Herausforderungen und Projektarbeit in Kontakt kommen, die sie während ihres Studiums normalerweise nicht erleben würden.

#### Wahlmodule
Zusätzlich zu den Kernmodulen können die Studenten aus einer Vielzahl von Wahlmodulen wählen, die darauf ausgelegt sind, ihre Expertise in bestimmten Bereichen zu vertiefen. Diese Wahlmodule variieren in jedem Semester und umfassen Themen wie Conscious Leadership, Self-Leadership Backbone, Funktionsweise von LLMs, Deeptech Spinoff und Karriereplanung. Dadurch können die Studenten ihr Lernprogramm individuell an ihre persönlichen Interessen und Karriereziele anpassen. Diese Flexibilität hilft ihnen, ihr Wissen in Bereichen zu vertiefen, die für ihre zukünftigen beruflichen Wege und unternehmerischen Ambitionen direkt relevant sind.

#### Task Forces
Darüber hinaus nehmen die Studenten an Task Forces teil, die die CDTM-Erfahrung prägen. Zu diesen Task Forces gehören Marketing & Branding, Onboarding, Ecosystem Building, Center Life und Community Engagement. Dadurch haben die Studenten die Möglichkeit, praktische Führungserfahrungen zu sammeln und gleichzeitig zu verschiedenen Aspekten der Abläufe und Kultur des Zentrums beizutragen.

#### Internationale Erfahrungen
Eine zentrale Anforderung des CDTM-Lehrplans ist, dass die Studenten im Rahmen ihres Studiums mindestens vier Monate im Ausland verbringen. Dies kann über Kooperationen von TUM und LMU, das CDTM-Netzwerk oder selbst organisierte Programme arrangiert werden. Das CDTM hat unter anderem Partnerschaften mit führenden Universitäten weltweit, wie der UC Berkeley, Columbia University, Massachusetts Institute of Technology, ETH Zurich und der HEC Montréal. Diese Kooperationen bieten den Studenten eine wertvolle globale Erfahrung, die es ihnen ermöglicht, Forschung in unterschiedlichen akademischen Umgebungen zu betreiben, internationale Perspektiven zu gewinnen und wichtige interkulturelle Kompetenzen zu entwickeln.
Diese Kombination aus theoretischem Lernen, Entwicklung von Soft Skills und praktischer Führung durch die Task Force-Arbeit stellt sicher, dass die Absolventen bestens darauf vorbereitet sind, Innovationen in verschiedenen Branchen voranzutreiben. Die enge Verbindung zur Industrie und zum Startup-Ökosystem sowie die Möglichkeit, an realen Projekten mitzuwirken, erhöhen die Bereitschaft der Studenten für Chancen nach dem Abschluss, wie Praktika, Jobs oder sogar eigene Startup-Gründungen.

### CDTM-Struktur
Das Center for Digital Technology and Management (CDTM) operiert mit einer hierarchischen, aber dennoch vernetzten Struktur, die Selbstorganisation und aktive Beteiligung der Studenten betont. An der Spitze der Hierarchie stehen die wissenschaftlichen Direktoren, bestehend aus zwei Professoren, die eine übergeordnete Anleitung bieten. Darunter befindet sich das Board of Directors, das aus Schlüsselpositionen besteht und strategische Entscheidungen überwacht. Das Management-Team, bestehend aus 12 Doktoranden, die parallel zu ihrer Promotion arbeiten, übernimmt das Management, die Lehre, den täglichen Betrieb und die Leitung der Student Task Forces.
Das CDTM pflegt zudem enge Verbindungen zu externen Partnern aus Industrie und Wissenschaft. Dazu gehören Dozenten, die Experten auf ihrem Gebiet sind, sowie Projektpartner aus Unternehmen, Forschungseinrichtungen und NGOs. Die Struktur fördert die Zusammenarbeit mit diesen externen Akteuren, was das Engagement des CDTM für gemeinsames Lernen verdeutlicht und sicherstellt, dass alle Beteiligten an der Spitze der Innovation bleiben.

## Erfolgsgeschichten von Alumni und CDTM-verbundenen Startups

### Alumni
Mit über 1150 Alumni verfügt das CDTM über ein starkes Netzwerk von Fachleuten, die Innovationen in verschiedenen Branchen sowohl in Deutschland als auch international vorantreiben. Bemerkenswerterweise gründen 36 % der Absolventen innerhalb von fünf Jahren nach Beginn des Programms ein eigenes Startup, und mehr als 50 % haben innerhalb von zehn Jahren mindestens ein Unternehmen gegründet. CDTM-Alumni haben mehr als 260 Technologie-Startups in unterschiedlichsten Branchen mit über 10.000 Arbeitsplätzen gegründet. CDTM-verbundene Startups haben über 7,9 Milliarden Euro an Venture Capital eingeworben, wobei neun Startups mit mehr als einer Milliarde Euro bewertet wurden. Im Jahr 2022 gingen 11,07 % des gesamten Venture Capital Investitionsvolumens in Deutschland an CDTM-verbundene Startups. Über 20 Alumni wurden zu Professoren an renommierten Universitäten ernannt.
Das Center for Digital Technology and Management (CDTM) hat wesentlich zur Förderung zahlreicher erfolgreicher Startups beigetragen, von denen viele zu Branchenführern geworden sind oder am renommierten Y Combinator (YC) Accelerator-Programm teilgenommen haben. Im Folgenden sind einige der von CDTM-Alumni gegründeten Startups aufgeführt, die den Unicorn-Status erreicht haben.

### CDTM-assoziierte Startups
- Razor Group (Gegründet 2020): Ein globales Verbraucherholdingunternehmen, das sich auf den Erwerb hochwertiger Amazon FBA-Händler spezialisiert hat. Razor stärkt diese Unternehmen mit signifikantem Wachstumskapital und E-Commerce-Expertise, um langfristigen Wert und Kundenzufriedenheit zu erreichen. Mitgegründet von Jonas Diezun, CDTM Class Fall 2012.
- TIER Mobility (Gegründet 2018):  Europas führender Anbieter für geteilte Mikromobilität, der E-Scooter, E-Bikes und E-Mopeds über ein eigenes Energienetzwerk anbietet. TIER zielt darauf ab, die Abhängigkeit von Autos zu verringern und nachhaltige Mobilitätslösungen bereitzustellen. Das Unternehmen ist in Hunderten von Städten weltweit aktiv. Mitgegründet von Julian Blessin, CDTM Class Winter 2006.
- Monzo Bank (Gegründet 2015): Eine digitale Bank, die das Geldmanagement über Smartphones vereinfacht. Monzo bietet ein vollständiges britisches Bankkonto mit transparenten, fairen und einfach zu nutzenden Bankdienstleistungen. Mitgegründet von Jonas Templestein und Jonas Huckestein, CDTM Class Winter 2010.
- Trade Republic (Gegründet 2015): Eine digitale Brokerage-Plattform, die provisionsfreies Trading von Aktien, ETFs, Rohstoffen, Währungen und Kryptowährungen über eine Smartphone-App anbietet. Trade Republic möchte den Zugang zu den Kapitalmärkten demokratisieren. Mitgegründet von Thomas Pischke, CDTM Class Spring 2014.
- Forto (Gegründet 2016): Eine Logistikplattform, die End-to-End digitale Lösungen für das Supply Chain Management anbietet. Forto unterstützt Kunden mit mehr Transparenz, Kontrolle und Effizienz in ihren Lieferketten. Gegründet von Erik Muttersbach und Michael Wax, CDTM Class Spring 2013.
- Personio (Gegründet 2015): Eine All-in-One HR-Softwareplattform für KMUs, die darauf abzielt, HR-Prozesse zu optimieren und die Effizienz der Organisation zu verbessern. Die neue People Workflow Automation von Personio verbessert die Geschäftsabläufe. Gegründet von Arseniy Vershinin, Hanno Renner, Ignaz Forstmeier und Roman Schumacher, CDTM Classes Spring 2014, Spring 2014, Spring 2013, Spring 2014.
- Cellares (Gegründet 2019): Innovation in der Herstellung von Zelltherapien mit dem Cell Shuttle, einer automatisierten Lösung, die die Skalierbarkeit verbessert, Prozessfehler reduziert und die Herstellungskosten senkt. Gegründet von Fabian Gerlinghaus, CDTM Class Spring 2012.
- foodora (Gegründet 2014, inzwischen inaktiv): Ein On-Demand-Lieferdienst für Lebensmittel, bekannt für schnelle Restaurantlieferungen und Q-Commerce in den nordischen Ländern. Gegründet von Konstantin Mehl, Manuel Thurner, Sergei Krauze und Stefan Rothlehner, CDTM Classes Spring 2011, Fall 2012, Fall 2013, Spring 2010.
- eGym (Gegründet 2010): Ein Anbieter von vernetzten Fitnesslösungen, der Fitnessstudios weltweit mit innovativen Trainingsgeräten, Software und digitalen Fitnessangeboten ausstattet. Gegründet von Philipp Roesch-Schlanderer und Florian Sauter, CDTM Class of Fall 2006.

### Forbes 30 Under 30 Europe
Mehrere CDTM-Alumni wurden auf der renommierten Forbes 30 Under 30 Europe-Liste für ihre Leistungen in den Bereichen Unternehmertum und Technologie ausgezeichnet. Hier sind die herausragenden Personen des CDTM, die diese Auszeichnung im Jahr 2022 erhalten haben:
1. Hagen Schmidtchen (Class of Spring 2016) – Hagen, Mitbegründer von Remberg, wurde auf der Forbes 30 Under 30 Europe-Liste für Unternehmertum im Jahr 2022 genannt. Remberg ist bekannt für seine innovativen Arbeit in der Fertigungsindustrie.
2. Cecil Wöbker (Class of Fall 2016) – Wie Hagen wurde auch Cecil Wöbker, ebenfalls Mitgründer von Remberg, auf der Forbes 30 Under 30 Europe-Liste für Unternehmertum im Jahr 2022 ausgezeichnet.
3. Leon Szeli (Class of Spring 2018) – Leon Szeli, Mitgründer von Prezise, wurde auf der Forbes 30 Under 30 Europe-Liste für Unternehmertum im Jahr 2022 geehrt. Prezise ist bekannt für seine Fortschritte im Einzelhandel und E-Commerce.
4. Awais Shafique (Class of Spring 2018) – Zusammen mit Leon Szeli wurde auch Awais Shafique, Mitgründer von Presize, auf der Forbes 30 Under 30 Europe-Liste für Unternehmertum im Jahr 2022 genannt.
5. Johannes Müller (Class of Fall 2014) – Johannes Müller, bekannt für seine Beiträge im Technologiesektor, wurde auf der Forbes 30 Under 30 Europe-Liste für Unternehmertum im Jahr 2022 genannt.

## Alumni
Stand Oktober 2021 hat das CDTM sein Alumni-Netzwerk auf über 900 Absolventen erweitert. Insgesamt wurden seit der Gründung des CDTM mehr als 230 Unternehmen von Alumni gegründet.
Zu den namhaften Alumni gehören:
- Armin Bauer, Gründer von Amiando und IDnow[6]
- Julian Blessin, Mitgründer von Tier Mobility
- Florian Biller, Patrick Christ, Florian Ettlinger, Sebastian Schlecht, Gründer von Capmo[7]
- Julia Bösch, Mitgründer von Outfittery[8]
- Henry Brodski und Rodrigo Rivera Castro, Gründer von Emplido
- Joshua Cornelius und Mehmet Yilmaz, Gründer von Freeletics[9]
- Fabian Dany, Geschäftsführer der Finanztip Stiftung
- Christian Deger, David Bellem, Simon Eumes und Johannes Lechner, Gründer von Payworks[10]
- Andreas Franz, CEO von Framos GmbH[11]
- Benjamin Günther, Sebastian Schuon, Max-Josef Meier und Anselm Bauer, Gründer von Stylight[12]
- Sami Haddadin, Professor an der TU Munich
- Hung Hieu Dang und Hai Nguyen Mau, Mitgründer von Y42
- Jonas Huckestein, Mitgründer von Monzo Bank
- Katharina Jünger, Gründerin von TeleClinic GmbH[13]
- Jonathan Landgrebe, CEO of Suhrkamp Verlag
- Vlad Lata, Mitgründer von Konux
- Johannes Martens, Gründer von Aloqa
- Erik Muttersbach and Michael Wax, Mitgründer von Forto GmbH[14]
- Thomas Pischke, Mitgründer von Trade Republic
- Hanno Renner, Ignaz Forstmeier, Roman Schumacher und Arseniy Vershinin, Mitgründer von Personio[15]
- Veronika Riederle, Mitgründer von Demodesk
- Maximilian Rothkopf, COO von Hapag-Lloyd AG
- Philipp Rösch-Schlanderer und Florian Sauter, Gründer von eGym
- Georg Schroth, Mitgründer von NavVis GmbH
- Nikolaus von Taysen, Gründer von PAY.ON AG
- Oliver Trinchera, Gründer von Kinexon[16]
- Isabell Welpe, Professorin an der TU Munich
- Maximilian Schütz, Carl Pfeiffer und Bernhard Mehl, Mitgründer von Kisi[17]
- Sebastian Schaal, Mitgründer von Luminovo[18]
- Elias Atahi, Mitgründer von Unu[19]
- Stefan Rothlehner, Sergei Krauze, Manuel Thurner und Konstantin Mehl, Mitgründer von Foodora[20]
- Manuel Thurner und Konstantin Mehl, Mitgründer von Kaia Health
- Veronika Schweigert, Sascha Ritz und Dragan Mileski, Mitgründer von Climedo Health[21]
- Dr. Gesa Biermann, Florian Fincke, und Jonas Kerber, Mitgründer von Pina Earth[22]